# Zelandomyia ruapehuensis
Zelandomyia ruapehuensis is een tweevleugelige uit de familie steltmuggen (Limoniidae). De soort komt voor in het Australaziatisch gebied.